# Papinska akademija za život
Papinska akademija za život (latinski: Pontificia Accademia Pro Vita) je papinska akademija koja je zadužena za promicanje vrijednosti ljudskog života. Utemeljio ju je papa Ivan Pavao II. 1994. dekretom Vitae Mysterium.

## Predsjednici Akademije
- Jérôme Lejeune (1994.)
- Juan de Dios Vial Correa (1994. – 2004.)
- Elio Sgreccia (3. siječnja 2005. – 17. lipnja 2008.)
- Salvatore Fisichella (17. lipnja 2008. – 30 lipnja. 2010.)
- Ignacio Carrasco de Paula (30. lipnja. 2010. – trenutačni)